# Pedicia subobtusa
Pedicia subobtusa är en tvåvingeart som beskrevs av Alexander 1949. Pedicia subobtusa ingår i släktet Pedicia och familjen hårögonharkrankar. Inga underarter finns listade i Catalogue of Life.